# Impregnace
Impregnace je nasycování savých materiálů pro to vhodnými přírodními nebo chemickými látkami za účelem jejich ochrany před různými druhy vnějších vlivů.

## Impregnované materiály
Mezi materiály, které se impregnují, patří:
- dřevo
- textil
- plachtoviny
- papír
- beton
- omítka
- kůže

## Impregnační látky
Látky, které k impregnaci slouží, zahrnují
- pryskyřičné roztoky,
- rozpuštěný vosk
- popřípadě jiné chemické látky.
- nanotechnologie

## Účel impregnace
Účelem impregnace je posílení a ochránění podkladu nebo materiálu před škodlivým působením různých vlivů jako je:
- vlhko (nepromokavost, voduodpudivost, hydrofobní úprava),
- plíseň (u látek vystavených prostředí příznivému pro vznik a vegetaci plísní – vlhko, teplo),
- oheň (takto upravené látky se pak nazývají látky se sníženou hořlavostí, nebo zcela nehořlavé – příklad: dílenské závěsy do svařoven),
- hmyz,
- škůdci,
- a další.

## Další použití
Impregnace se používá při konzervačních pracích (obrazy, nástěnné malby, architektonické prvky atp.), při stavbě nových budov (ochrana používaného dřeva, utěsňování podlah, snížení nebo vyloučení jevu prášení betonu atp.), v textilním průmyslu pak impregnace tkanin má omezovat jejich mačkavost, zajistit nepromokavost, snadnou omyvatelnost, popřípadě jiné požadované vlastnosti. Častá je impregnace obuvi (a to nejen kožené) před prosakováním vlhka a plísní. Z minulosti byla též hojně používaná impregnace trámů, stropů a stěn dřevěných budov volskou krví proti různým červotočům a plísním a celkové konzervaci dřeva.

## Impregnace v elektrotechnice
Pro zlepšení izolačních vlastností elektrotechnických dílů, hlavně cívek, vinutí transformátorů a elektromotorů se tyto díly impregnují lakem. Impregnační proces je známý jako vakuotlaková impregnace. Hotové výrobky se umístí do tlakové nádoby, ze které se odsaje vzduch. Do tlakové nádoby se potom přepustí zahřátý impregnační lak a po zaplavení dílů se ještě dodatečně zvýší tlak. Po krátké době se přebytečný lak vypustí, impregnované díly se umístí do pece, kde se impregnované díly vytvrdí.